# Aurora Dan
Pour les articles homonymes, voir Dan.
Aurora Dan, née Crișu le 5 octobre 1955 à Bucarest, est une fleurettiste roumaine.

## Carrière
Dan est lincenciée au CS Dinamo Bucuresti.
La fleurettiste roumaine participe à l'épreuve de fleuret par équipe lors des Jeux olympiques d'été de 1980 à Moscou et termine neuvième. L'année suivante, elle gagne l'épreuve de fleuret par équipes avec ses compatriotes lors de l'Universiade de 1981.
Aux Jeux olympiques d'été de 1984 à Los Angeles, elle remporte la médaille d'argent dans l'épreuve de fleuret par équipe avec Monika Weber-Koszto, Rozalia Oros, Marcela Moldovan-Zsak et Elisabeta Guzganu-Tufan. Elle se classe neuvième en individuel.

## Palmarès
- Jeux olympiques
  -  Médaille d'argent par équipes aux Jeux olympiques d'été de 1984 à Los Angeles
- Universiades
  -  Médaille d'or par équipes à l'Universiade d'été de 1981 à Bucarest
  -  Médaille d'argent en individuel à l'Universiade d'été de 1981 à Bucarest
  -  Médaille d'argent par équipes à l'Universiade d'été de 1983 à Edmonton
- Championnats de Roumanie
  -  Médaille d'or en individuel aux Championnats de Roumanie de 1980
  -  Médaille d'or en individuel aux Championnats de Roumanie de 1981